# Retsept jejo molodosti
Retsept jejo molodosti (russisk: Рецепт её молодости, da.: Opskrift på hendes ungdom) er en sovjetisk spillefilm fra 1983 instrueret af Jevgenij Ginzburg efter manuskript af 	Aleksandr Adabasjan.

## Medvirkende
- Ljudmila Gurtjenko som Emilija Marti
- Oleg Borisov
- Aleksandr Abdulov som Albert Gregor
- Anatolij Romasjin som Kolenatyj
- Armen Dzhigarkhanyan som Gauk